# Balans
«Balans» es una canción grabada por la cantante rumana Alexandra Stan para su tercer álbum de estudio, Alesta (2016). Fue lanzada el 2 de marzo de 2016 a través de Global Records como el tercer sencillo del disco. La pista contó con la colaboración del cantante sueco-congoleño Mohombi. «Balans» fue producida por los miembros de Play & Win: Sebastian Barac y Marcel Botezan, mientras que la composición fue manejada por los dos últimos junto con Mohombi y Breyan Isaac.
Es una canción dance pop que incorpora influencias de la música latina y tropical en su sonido. Los críticos de música compararon la pista con los trabajos de la cantante rumana Inna. Un video musical para «Balans», filmado por Anton San, fue subido el 9 de marzo de 2016 al canal oficial de Stan en YouTube para acompañar el lanzamiento del sencillo. El videoclip presenta a la artista y Mohombi en una fiesta celebrada dentro de un salón. Comercialmente, la canción logró ingresar en las listas de Japón, Portugal y Rusia.

## Composición y recepción
La canción fue escrita por los miembros de Play & Win: Sebastian Barac y Marcel Botezan, junto con Mohombi y Breyan Isaac, mientras que la producción fue manejada por los dos primeros. La portada de la versión japonesa de la pista consiste en una imagen tomada durante la sesión fotográfica de su álbum, mientras que la portada internacional retrata a Stan y Mohombi luciendo la vestimenta del video musical. «Balans» es una canción de dance pop up-tempo, que incorpora influencias de la música latina y tropical.
Umberto Olivio, del sitio web italiano Rnb Junk, señaló similitudes con los trabajos de la cantante rumana Inna. Continuó elogiando la colaboración con Mohombi, pero criticó la pista por su falta de innovación, argumentando que era «demasiado obvia». Olivio también la llamó «mucho más débil que el resto del material de Alesta», y pensó que no tendría éxito alguno en los clubes nocturnos.

## Promoción y video musical
La artista incluyó a «Balans» en su lista de conciertos para promover su tercer álbum, Alesta, en Japón. Stan interpretó una versión acústica de la canción para la estación de radio rumana Pro FM. Poco después, la cantante también versionó la canción de Dua Lipa «Be the One» (2015).
Un video musical de acompañamiento para «Balans» fue filmado por Anton San y subido al canal oficial de Stan en YouTube el 2 de marzo de 2016; a partir de mayo de ese mismo año, acumuló más de un millón de vistas. El video fue filmado en un salón abandonado donde la temperatura era de menos 6 °C. Con respecto al videoclip, Stan confesó que «es muy dinámica y colorida, la forma en que se ve la vida de un artista de pop». El video empieza con Stan de pie en una camioneta, con sus bailarines de respaldo presentes en el auto. Después de irse, la artista mira desde arriba a una multitud de fiesta en un salón, mientras viste un atuendo rosa y rojo. Posteriormente, se muestra a Stan vistiendo un abrigo de piel rosa y pantalones, mientras camina por los alrededores y finalmente se encuentra con Mohombi. Después de esto, el cantante interpreta su verso, a la vez que coquetea con Stan, mientras ella baila a su alrededor. Después de esto, se muestra a la multitud bailando al ritmo de la canción, y el video termina con Stan quedándose sola en la habitación. Las escenas intercaladas retratan a la artista posando frente a una pared azul o sobre el auto, con un bolso dorado. Olivio, de RnB Junk, criticó el video por la falta de una trama y por ser «poco realista».

## Formatos
| Descarga digital |                        |          |  |
| N.º              | Título                 | Duración |  |
| 1.               | «Balans» (con Mohombi) | 3:06     |  |

| Versión francesa |                                        |          |  |
| N.º              | Título                                 | Duración |  |
| 1.               | «Balans» (con Mohombi & Marc Mysterio) | 3:08     |  |

| Remezcla de 2017 | |          |  |
| N.º              | Título                                                                                              | Duración |  |
| 1.               | «Balans 2k18 (French Version) [Deep Matter/Damon Hess English Remix]» (con Mohombi & Marc Mysterio) | 2:34     |  |

## Personal
Créditos adaptados de las notas de Alesta.
| Créditos vocales - Alexandra Stan – voz principal - Mohombi – artista invitado Créditos de composición y técnicos - Sebastian Barac – compositor, productor - Marcel Botezan – compositor, productor - Mohombi Nzasi Moupondo – compositor - Breyan Isaac – compositor | Créditos visuales - Anton San – director del video, director de fotografía - Bogdan Filip – director de fotografía - Claudiu Sarghe – estilista - Razvan Firea – estilista - Marius Ferascu – estilista |

## Posicionamiento en listas
| Japón    | Japan Radio Songs                 | 32  |
| Portugal | Associação Fonográfica Portuguesa | 21  |
| Rusia    | Tophit                            | 290 |

## Historial de lanzamiento
| Región         | Fecha              | Formato          | Discográfica |
| -------------- | ------------------ | ---------------- | ------------ |
| Japón          | 2 de marzo de 2016 | Descarga digital | Global       |
| Brasil         | 4 de marzo de 2016 | Descarga digital | Global       |
| Grecia         | 4 de marzo de 2016 | Descarga digital | Global       |
| Países Bajos   | 4 de marzo de 2016 | Descarga digital | Global       |
| Portugal       | 4 de marzo de 2016 | Descarga digital | Global       |
| Rumania        | 4 de marzo de 2016 | Descarga digital | Global       |
| Rusia          | 4 de marzo de 2016 | Descarga digital | Global       |
| Suiza          | 4 de marzo de 2016 | Descarga digital | Global       |
| Taiwán         | 4 de marzo de 2016 | Descarga digital | Global       |
| Estados Unidos | 4 de marzo de 2016 | Descarga digital | Global       |